# レモン・ファン・デ・アーレ
レモン・ファン・デ・アーレ（Remon van de Hare、1982年5月23日 - ）は、オランダのプロバスケットボール選手。北ホラント州アムステルダム出身。ポジションはセンター。222cm。